# Peuranampumapää (kulle, lat 68,65, long 26,10)
Peuranampumapää är en kulle i Finland.   Den ligger i den ekonomiska regionen Norra Lappland och landskapet Lappland, i den norra delen av landet, 900 km norr om huvudstaden Helsingfors. Toppen på Peuranampumapää är 420 meter över havet.
Terrängen runt Peuranampumapää är platt åt sydost, men åt nordväst är den kuperad. Trakten runt Peuranampumapää är nära nog obefolkad, med mindre än två invånare per kvadratkilometer. Det finns inga samhällen i närheten. 